# Etanolamin-fosfatna fosfo-lijaza
Etanolamin-fosfatna fosfo-lijaza (EC 4.2.3.2, O-fosfoetanolamin-fosfolijaza, amino alkohol O-fosfat fosfolijaza, O-fosforiletanol-amin fosfo-lijaza, etanolamin-fosfat fosfo-lijaza (deaminacija)) je enzim sa sistematskim imenom etanolamin-fosfat fosfat-lijaza (deaminacija, formira acetaldehid). Ovaj enzim katalizuje sledeću hemijsku reakciju
etanolamin fosfat + H2O {\displaystyle \rightleftharpoons } acetaldehid + NH3 + fosfat
Ovaj enzim je piridoksal-fosfatni protein.

## Literatura
- Nicholas C. Price; Lewis Stevens (1999). Fundamentals of Enzymology: The Cell and Molecular Biology of Catalytic Proteins (Third изд.). USA: Oxford University Press. ISBN 019850229X.
- Eric J. Toone (2006). Advances in Enzymology and Related Areas of Molecular Biology, Protein Evolution (Volume 75 изд.). Wiley-Interscience. ISBN 0471205036.
- Branden C; Tooze J. Introduction to Protein Structure. New York, NY: Garland Publishing. ISBN 0-8153-2305-0.
- Irwin H. Segel. Enzyme Kinetics: Behavior and Analysis of Rapid Equilibrium and Steady-State Enzyme Systems (Book 44 изд.). Wiley Classics Library. ISBN 0471303097.
- William P. Jencks (1987). Catalysis in Chemistry and Enzymology. Dover Publications. ISBN 0486654605.

## Spoljašnje veze
- Ethanolamine-phosphate+phospho-lyase на 